# Lafayette Square
Lafayette Square is een openbaar park in de Amerikaanse stad Washington D.C. en ligt ten noorden van het Witte Huis. Het park is onderdeel van het President's Park en is vernoemd naar Gilbert du Motier de La Fayette.

## Geschiedenis
Lafayette Square maakte aanvankelijk onderdeel uit van de tuin van het Witte Huis. In 1804 werd het huidige Lafayette Square afgescheiden van de rest van het land van het Witte Huis door president Thomas Jefferson toen hij de Pennsylvania Avenue liet doortrekken. Twintig jaar later werd het park vernoemd naar Gilbert du Motier de La Fayette.
Tijdens de Oorlog van 1812 werd het park onder meer gebruikt als een begraafplaats, dierentuin en kampeerterrein voor de soldaten. Tijdens de negentiende eeuw woonde onder andere minister William Seward en senator John Calhoun. In 1851 was Andrew Jackson Downing verantwoordelijk voor het aanleggen van het park. De huidige vormgeving van Lafayette Square dateert uit de Jaren 30. Op de vier hoeken van het park staan vier standbeelden van helden uit de Amerikaanse Onafhankelijkheidsoorlog: de Markies van Lafayette, Jean-Baptiste Donatien de Vimeur, Tadeusz Kościuszko en Friedrich Wilhelm von Steuben.

## Gebouwen
Aan het plein staat de St. John's Episcopal Church, Blair House, het museum Decatur House en de Renwick Gallery.